# Halbtrockenrasen bei Irmenseul
Der Halbtrockenrasen bei Irmenseul ist ein Naturschutzgebiet in der Gemarkung Irmenseul der niedersächsischen Gemeinde Lamspringe im Landkreis Hildesheim.

## Allgemeines
Das Naturschutzgebiet mit dem Kennzeichen NSG HA 123 ist 2,4 Hektar groß. Es steht seit dem 8. Oktober 1987 unter Schutz. Zuständige untere Naturschutzbehörde ist der Landkreis Hildesheim.

## Beschreibung
Das Naturschutzgebiet liegt im Leinebergland südwestlich von Irmenseul, einem Ortsteil von Lamspringe, und stellt einen nordexponierten Halbtrockenrasen auf einem Hang am Ostrand des Sackwaldes unter Schutz. Der flachgründige Kalkverwitterungsboden wurde in der Vergangenheit als Schafweide oder Mähwiese genutzt, wodurch sich ein Halbtrockenrasen ausbilden konnte. Dieser bietet zahlreichen bedrohten und schutzbedürftigen Pflanzen- und Tierarten einen Lebensraum und wird heute durch Pflegemaßnahmen erhalten, ein Teil der Fläche wird zeitweise mit Schafen und Ziegen beweidet. Vom BUND, der das Gebiet betreut, wurde im Naturschutzgebiet eine Streuobstwiese als zusätzlicher Lebensraum angelegt. In das Naturschutzgebiet einbezogen worden ist ein kleiner Kalksteinbruch am Hangfuß.